# Liste von Kunstwerken im öffentlichen Raum in Vevey
Dies ist eine Liste von Kunstwerken im öffentlichen Raum in Vevey. Sie enthält öffentlich zugängliche Objekte in Vevey (Kanton Waadt, Schweiz).
| Foto                                     |                 | Objekt                                           |                                           | Typ              |  |                   | Teil von                      | Standort                      | Künstler                 | Datierung | Beschreibung                                 |
| ---------------------------------------- | --------------- | ------------------------------------------------ | ----------------------------------------- | ---------------- |  | ----------------- | ----------------------------- | ----------------------------- | ------------------------ | --------- | -------------------------------------------- |
| Jeunes filles jouant sur des hippocampes | Datei hochladen | Jeunes filles jouant sur des hippocampes         |                                           | Statuengruppe    |  |                   | Jardin du Rivage              | ·                             | Edouard-Marcel Sandoz    | 1964      |                                              |
| Charlie Chaplin Statue                   | Datei hochladen | Charlie Chaplin Statue                           |                                           | Statue Bronze    |  |                   |                               | Quai Perdonnet ·              | John Doubleday           | 1982      |                                              |
| Le Centurion                             | Datei hochladen | Le Centurion                                     |                                           |                  |  |                   |                               | ·                             | Charles F. Morgan        | 2003      |                                              |
| La Fourchette                            | Datei hochladen | La Fourchette                                    |                                           |                  |  |                   |                               | Quai Perdonnet ·              | Jean-Pierre Zaugg        | 1995      |                                              |
| Anna-de-Noailles-Denkmal                 | Datei hochladen | Anna-de-Noailles-Denkmal                         |                                           | Büste Bronze     |  |                   |                               | Quai Perdonnet ·              | James Vibert             | 1936      | Büste von Anna de Noailles (1876-1933)       |
| Figure allongée (Aurore)                 | Datei hochladen | Figure allongée (Aurore)                         |                                           |                  |  |                   | Parc de la Cour au Chantre    | Parc de la Cour au Chantre    | André Bornand            |           |                                              |
|                                          | Datei hochladen | Vorlage:WLPA-CH-Zeile name= ist Pflichtparameter |                                           |                  |  |                   | Jardin Doret/Parc de l'Arabie | Koordinaten fehlen! Hilf mit. | Frédéric Müller          | 1976      |                                              |
| Monument à Nicolas Gogol                 | Datei hochladen | Monument à Nicolas Gogol                         |                                           |                  |  |                   |                               | ·                             | Anatoliy Valiev          |           | Denkmal für Nikolai Gogol (1809–1852)        |
| Büste von Mihai Eminescu                 | Datei hochladen | Büste von Mihai Eminescu                         |                                           | Büste            |  |                   |                               | ·                             |                          | 2000      | Denkmal für Mihai Eminescu (1850-1889)       |
| Denkmal für Jan Palach                   | Datei hochladen | Denkmal für Jan Palach                           |                                           | Denkmal          |  | Denkmal           |                               | ·                             | Milan Knobloch           |           | Denkmal für Jan Palach (1948–1969)           |
| Monument à Alfred Cérésole               | Datei hochladen | Monument à Alfred Cérésole                       |                                           | Denkmal          |  | Denkmal           |                               | Koordinaten fehlen! Hilf mit. |                          |           | Denkmal für Alfred Cérésole (1842–1915)      |
| L'Otage                                  | Datei hochladen | L'Otage                                          |                                           | Statue           |  |                   | Jardin du Rivage              | ·                             | Charles Reymond-Gunthert | 1905      |                                              |
| Monument aux Suisses de l'étranger       | Datei hochladen | Monument aux Suisses de l'étranger               |                                           | Brunnen, Denkmal |  | Denkmal · Brunnen | Jardin Doret/Parc de l'Arabie | Quai Ernest-Ansermet          |                          | ca. 1958  | Denkmal für Auslandschweizer, errichtet 1958 |
| Fontaine orientale                       | Datei hochladen | Fontaine orientale                               |                                           | Brunnen          |  | Brunnen           |                               | ·                             | Michel-Vincent Brandoin  | 1773      |                                              |
| Fontaine du parc de la Cour au Chantre   | Datei hochladen | Fontaine du parc de la Cour au Chantre           |                                           | Brunnen          |  | Brunnen           | Parc de la Cour au Chantre    | Parc de la Cour au Chantre    |                          |           |                                              |
| Fontaine Saint-Martin                    | Datei hochladen | Fontaine Saint-Martin                            | Wikidata zu Brunnen des Kriegers (Martin) | Brunnen          |  | Brunnen           |                               | Rue du Centre ·               |                          |           |                                              |
| Fontaine du Sauveur                      | Datei hochladen | Fontaine du Sauveur                              |                                           | Brunnen          |  | Brunnen           |                               | Rue du Lac                    |                          |           |                                              |
| Fontaine du Vieux-Mazel                  | Datei hochladen | Fontaine du Vieux-Mazel                          |                                           | Brunnen          |  | Brunnen           |                               | ·                             |                          |           |                                              |
| Stèle                                    | Datei hochladen | Stèle                                            |                                           |                  |  |                   | Parc de la Cour au Chantre    | Rue du Parc ·                 |                          |           | Raoul Ubac (1910-1985)                       |